# West Sand Lake
West Sand Lake est une census-designated place du comté de Rensselaer, dans l'État de New York, aux États-Unis,. En 2020, elle compte une population de 2 616 habitants.